# Steyr AUG
Steyr AUG, (Armee-Universal-Gewehr) är en automatkarbin tillverkad av österrikiska Steyr Mannlicher. Steyr AUG ersatte Sturmgewehr 58 (FN FAL) i österrikisk armétjänst. Kaliber 5,56 × 45 mm och standardmagasinkapacitet 30 patroner. Magasinet sitter bakom greppet vilket ger ett kortare vapen med längre pipa än ett motsvarande vapen av samma storlek. Betecknas i österrikisk tjänst som Sturmgewehr 77 ("automatkarbin 77" efter antagningsåret 1977). Vapnet är konstruerat så att det enkelt kan byggas om till kulspruta eller prickskyttegevär med benstöd och längre pipa eller som kortare karbin.